# Kaumajet Mountains
Kaumajet Mountains är en bergskedja i Kanada.   Den ligger i provinsen Newfoundland och Labrador, i den östra delen av landet, 1 700 km nordost om huvudstaden Ottawa. Kaumajet Mountains ligger på ön Cod Island.
Trakten runt Kaumajet Mountains består i huvudsak av gräsmarker. Trakten runt Kaumajet Mountains är nära nog obefolkad, med mindre än två invånare per kvadratkilometer.